# クラスノセリクプ地区
クラスノセリクプ地区(ロシア語: Красноселькупский район、セリクプ語：Нярӄый щёй ӄумый (Нярый мачый) район)とは、ロシア連邦、チュメニ州、ヤマロ・ネネツ自治管区に属す地区（ラヨン）である。同自治管区の南部に位置する。地区の中心地はクラスノセリクプ。人口5,931人（2017年）。

## 地理
クラスノセリクプ地区はヤマロ・ネネツ自治管区の南部に位置し、北は タス地区、南はハンティ・マンシ自治管区・ユグラのニジネヴァルトフスク地区、西はプロフスク地区、東はクラスノヤルスク地方の ツルハンスク地区と接する。北から南までの長さは500km、西から東に350kmで面積は106,758.99 km2。石油とガスのかなりの埋蔵量がある。

## 歴史
1944年8月10日設立。

## 行政区画
地区は3つの農村居住区域に分けられ、4つの村が存在する。
| No. | 自治体名                                                              | 行政の中心                        | 村の数 | 人口  | 面積 km2 |
| --- | --------------------------------------------------------------------- | --------------------------------- | ------ | ----- | -------- |
| 1   | クラスノセリクプ農村居住区域（Сельское поселение село Красноселькуп） | クラスノセリクプ（Красноселькуп） | 1      | 3,907 | 12.09    |
| 2   | ラッタ農村居住区域（Сельское поселение село Ратта）                   | ラッタ（Ратта）                   | 1      | 171   | 10.27    |
| 3   | トーリカ農村居住区域（Сельское поселение Толькинское）                | トーリカ（Толька）                | 2      | 1,853 | 39.00    |

## 名所・旧跡
- マンガゼヤ – ロシアのシベリア北西部にかつて存在した街。